# ジョセフ・ディアス
ジョセフ・ディアス（Joseph Diaz、1992年11月13日 - ）は、アメリカ合衆国のプロボクサー。カリフォルニア州サウス・エル・モンテ出身。元IBF世界スーパーフェザー級王者。元WBC世界ライト級暫定王者。世界2階級制覇王者。

## 来歴

### アマチュア時代
2011年9月、アゼルバイジャン共和国のバクーで開催された世界選手権にバンタム級(56kg)で出場し、3回戦でオスカル・バルデスに勝利するが、準決勝で敗退した。

### プロ時代
2012年12月15日、プロデビュー。
2015年7月11日、ロサンゼルスのロサンゼルス・メモリアル・スポーツ・アリーナでレネ・アルバラードと対戦し、10回3-0（98-91、96-93、95-94）の判定勝ちを収めた。
2015年12月17日、インディオのファンタジー・スプリングス・リゾート・カジノでウーゴ・パティラとNABF北米フェザー級王座決定戦を行い、2回1分32秒TKO勝ちを収め王座を獲得した。
2016年3月26日、オークランドのオラクル・アリーナでジェイソン・ベレスと対戦し、10回3-0（100-91、99-91、98-92）の判定勝ちを収めNABF王座初防衛に成功した。なおディアスはこの試合がHBOデビュー戦だった。
2016年7月30日、インディオのファンタジー・スプリングス・リゾート・カジノでビクター・プロアと対戦し、2回1分7秒KO勝ちを収めNABF王座2度目の防衛に成功した。
2016年9月17日、テキサス州アーリントンのAT&Tスタジアムにてサウル・アルバレスVSリアム・スミスの前座でアンドリュー・カンシオと対戦し、9回2分27秒TKO勝ちを収めNABF王座の3度目の防衛に成功した。
2016年12月17日、イングルウッドのザ・フォーラムでホラシオ・ガルシアと対戦し、10回3-0（3者とも100-90）の判定勝ちを収めNABF王座4度目の防衛に成功した。
2017年5月6日、ラスベガスのT-モバイル・アリーナでマヌエル・アヴィラと対戦し、10回3-0（100-90、99-91×2）の判定勝ちを収めNABF王座は5度目の防衛、王座決定戦を制してのNABO王座を獲得した。
2017年9月16日、T-モバイル・アリーナで行われたゲンナジー・ゴロフキン 対 サウル・アルバレス戦の前座でホルヘ・ララと対戦する予定だったララが試合3日前に負傷欠場となりラファエル・リベラに変更して行われ、12回3-0（119-109×2、120-108）の判定勝ちを収めNABO王座の初防衛に成功しWBC世界フェザー級挑戦者決定戦も兼ねていたためゲーリー・ラッセル・ジュニアへの指名挑戦権を獲得した。
2018年2月22日、インディオのファンタジー・スプリングス・リゾート・カジノで元WBC世界スーパーバンタム級王者ビクトル・テラサスと対戦し、3回3分KO勝ちを収めNABF王座は6度目、NABO王座は初防衛に成功した。
2018年5月19日、メリーランド州オクソン・ヒルのMGMナショナル・ハーバー内ザ・シアターにて、WBC世界フェザー級王者ゲーリー・ラッセル・ジュニアに挑戦し、12回0-3（113-115、111-117×2）の判定負けを喫し王座を獲得出来なかった。
2018年8月18日、ハリウッドのジ・アバロンでWBA世界フェザー級王者ヘスス・マヌエル・ロハスと対戦し、前日計量でディアスがフェザー級の規定体重である126ポンドを0.6ポンド超過の126.6ポンドを計測し体重超過で失格となったため、試合はWBAのルールに従い体重超過を犯したディアスに負けてもロハスは王座を失わず保持し、ディアスが勝っても王座獲得出来ないという条件で行われ、ディアスが12回判定勝ちを収めるが王座を獲得出来なかった。この試合でロハスは6万ドル（約680万円）、ディアスは5万ドル（約580万円）のファイトマネーを稼いだが、ディアスはファイトマネーの20％（1万ドル）を体重超過の罰金として支払った。
2019年5月4日、ラスベガスのT-モバイル・アリーナでフレディー・フォンセカとWBA世界スーパーフェザー級ゴールド王座決定戦を行い、7回2分7秒TKO勝ちを収め王座を獲得した。
2020年1月30日、マイアミのメリディアン・アット・アイランド・ガーデンズでIBF世界スーパーフェザー級王者テヴィン・ファーマーと対戦し、12回3-0（116-112、115-113×2）の判定勝ちを収め王座を獲得した。
2020年5月28日、IBFよりIBF世界スーパーフェザー級1位で元IBO世界スーパーフェザー級王者シャフカッツ・ラヒモフとの指令試合を発令された。

### IBF王座剥奪
2021年2月13日、カリフォルニア州インディオのファンタジー・スプリングス・カジノでシャフカッツ・ラヒモフと対戦し、初防衛を目指す予定だったが、ディアスが試合前日12日に行われた計量において、スーパーフェザー級の規定体重である130ポンドを3.6ポンド（1.63kg）体重超過する133.6ポンドを計測して計量失格となった為、ディアスは王座を剥奪され、ラヒモフが勝利した場合のみ王座を獲得できる変則条件で試合を行うが、12回判定引き分けとなったため王座は空位となった。尚、この試合でラヒモフは10万ドル（約1050万円）、ディアスは50万ドル（約5200万円）のファイトマネーを稼ぐが、ディアスはファイトマネーの20％にあたる10万ドルを体重超過の罰金として没収された。
2021年7月9日、ロサンゼルスのバンク・オブ・カリフォルニア・スタジアムでWBC世界ライト級暫定王座決定戦をハビエル・フォルトゥナと行い、12回3-0（117-110、116-111、115-112）の判定勝ちを収め王座を獲得した。
2021年12月4日、ネバダ州のMGMグランド・ガーデン・アリーナでWBC世界ライト級正規王者デヴィン・ヘイニーと対戦。12回判定負けで団体内王座統一に失敗し王座陥落した。
2022年4月12日、ディアスが2020年9月に当時17歳だった原告の女の子にSNSで性器を露出した自身の画像を送ったとして15万ドルの損害賠償を求めて提訴された。原告は事件の1年後の2021年9月に刑事告訴をしているが起訴は見送られたという。
2022年10月29日、カリフォルニア州サンディエゴのペチャンガ・アリーナにてWBA世界ライト級挑戦者決定戦で同級8位ウィリアム・セペダと対戦し、12回判定負けを喫した。
2023年3月18日、カリフォルニア州ロングビーチのウォルター・ピラミッドでメルシト・ヘスタとライト級契約で対戦予定だったが、ディアスは前日の計量を139.4ポンドで計量し、4.4ポンド（2kg）の体重超過。試合は10回1-2（97-93、91-99、92-98）の判定負けを喫した。
2023年6月5日、ディアスは過去数年の間、薬物依存症とアルコール依存症で苦しんでおり、薬物依存症は断ち切れたがまだアルコール依存症は克服できていないことを明かした。
2023年7月8日、テキサス州サンアントニオのAT&Tセンターでジェリー・ペレスと対戦し、10回3-0（98-92、97-93×2）の判定勝ちを収め再起に成功した。
2024年2月15日、カリフォルニア州コマースのザ・コマース・カジノ&ホテルでヘスス・ペレスと対戦するも、10回1-2（94-95、96-94、99-90）の判定負けを喫した。

## 獲得タイトル
- NABF北米フェザー級王座
- NABO北米フェザー級王座
- WBA世界スーパーフェザー級ゴールド王座
- IBF世界スーパーフェザー級王座（防衛0＝剥奪）
- WBC世界ライト級暫定王座（防衛0）